# ستيوارت فاركهارسون
ستيوارت فاركهارسون (بالإنجليزية: Stewart Farquharson) هو مجدف بريطاني، ولد في 27 أبريل 1940 في أمرشام ‏ في المملكة المتحدة.

## وصلات خارجية
- ستيوارت فاركهارسون على موقع الاتحاد الدولي للتجديف (الإنجليزية)
- ستيوارت فاركهارسون على موقع اللجنة الأولمبية الدولية (الإنجليزية)
- ستيوارت فاركهارسون على موقع أوليمبيديا (الإنجليزية)
- ستيوارت فاركهارسون على موقع اللجنة الأولمبية البريطانية (الإنجليزية)